# افلوس
افلوس (نام علمی: viburnum Tinus) گیاهی گلدار در خانواده هفت‌کولان است که بومی منطقه مدیترانه، اروپا و شمال آفریقا است .

## پراکندگی و زیستگاه
این گیاه مناطق  مدیترانه، مناطق مرطوب و سایه‌دار را ترجیح می‌دهد . این گیاه به دلیل کوتاه‌تر بودن فصل خشکی در مدیترانه غربی بیشتر یافت می‌شود و یکی از گونه‌های غالب بوته‌زارهای  مدیترانه‌ای است . همچنین در نقاط دیگر همچون  استرالیا , پاکستان , کالیفرنیا , اورگان و تاجیکستان نیز برده شده است 

## مشخصات
بوته یا درختچه‌ای است که به بلندای ۴ تا ۵ متر می‌رسد و برگهای آن می‌ریزد. برگها متقابل، دارای سه بخش و به طول و عرض ۵ تا ۱۰ سانتی‌متر و با قاعدهٔ مدور و کناره‌های دندانه دار است و از نظر سطحی شبیه برگ بعضی انواع افرا است ولی با سطح تا حدی چروکیده و رگبرگهای فشرده از آن قابل تشخیص است.
گل‌های نرماده گیاه سفید رنگ بوده و به صورت دیهیم‌هایی به قطر ۴ تا ۱۱ سانتی‌متر در بالای ساقه‌ها پدیدار می‌شوند. هر دیهیم شامل یک حلقه بیرونی گل‌های عقیم به قطر ۵/۱ تا ۲ سانتی‌متر با گلبرگ‌ها فراوان است که در مرکز، گل‌های بارور کوچکی (۵ میلی‌متر) را احاطه کرده است. گلها غیر معطر بوده و در فاصله ماه‌های اردیبهشت و خرداد تا اوایل تابستان ظاهر می‌شوند و گرده افشانی توسط حشرات صورت می‌گیرد. میوه به شکل آلو به رنگ قرمز روشن و به قطر ۷ تا ۱۰ میلی‌متر و حاوی ۱ تخم است. تخم‌ها توسط پرندگان منتشر می‌شوند.
برگ این درختچه دارای ساکارز، انورتین invertin، امولسین و یک گلوکوزید است که در صورت تجزیه، اسید والرینیک از آن آزاد می‌شود.
در پوست تنه گیاه یک ماده تلخ به نام ویبورنین Viburnine، تانن، صمغ، موم، قند، چند اسید و فیتو استرول است.
در میوه، تانن، اسیدهای آلی و یک ماده رنگی وجود دارد.